# 張師載
張師載（1514年—1573年），字巨卿，號少渠，湖廣承天府潛江縣人，民籍，明朝政治人物。

## 生平
嘉靖二十五年（1546年）丙午科湖廣鄉試第四十名舉人。嘉靖二十六年（1547年）中式丁未科會試第五十名，登第三甲第一百六十名進士。刑部觀政，授鄞县知县，调嘉興縣知縣，三十三年正月擢南京吏科给事中，正值严嵩担任首辅柄国政，張師載抗疏彈劾他担任要津的同党姻戚，出为山東莱州府知府。严嵩令人找他的失误，竟不可得。累官淮阳兵备副使、河南布政使司右参政，严嵩倒台，張師載声誉隆起，四十三年五月升都察院右佥都御史、巡抚保定兼提督紫荆等关，诛杀保定白莲妖贼马相等，四十五年十一月升右副都御史、总督浙直江西军务巡抚浙江，隆慶元年（1567年）六月因病乞归。
隆慶三年（1569年）正月起为陕西巡抚，督兵逐捕西乡县贼何免等，十月杀免于老君山下，继平紫阳贼罗朝用等。四年七月去职，由杨思忠接任。终年六十岁。

## 家族
曾祖張貴；祖父張洪；父張永祥，母胡氏。具庆下。子志学、志亨。